# Goodbyes (chanson de Post Malone)
Pour les articles homonymes, voir Goodbye.
Singles par Post Malone
Wow
(2018) Circles
(2019)
Singles par Young Thug
The London (en)
(2019) Old Town Road (Remix)
(2019)
Goodbyes est une chanson de Post Malone et Young Thug sortie le 5 juillet 2019. Il s'agit du deuxième single extrait de l'album Hollywood's Bleeding.

## Clip vidéo
Le clip vidéo de Goodbyes sort le 5 juillet 2019,,. Il est réalisé par Colin Tilley (en).

## Classements et certifications
| Classement (2019)                              | Meilleure position |
| ---------------------------------------------- | ------------------ |
| Allemagne (GfK Entertainment)                  | 16                 |
| Australie (ARIA)                               | 5                  |
| Autriche (Ö3 Austria Top 40)                   | 8                  |
| Belgique (Flandre Ultratop 50 Singles)         | 22                 |
| Belgique (Flandre Ultratop 50 Airplay)         | 47                 |
| Belgique (Flandre Ultratop R&B/Hip-Hop)        | 3                  |
| Belgique (Wallonie Ultratip Bubbling Under 50) | 1                  |
| Belgique (Wallonie Ultratop R&B/Hip-Hop)       | 12                 |
| Bolivie (Monitor Latino)                       | 16                 |
| Canada (Hot 100)                               | 5                  |
| Canada (All-Format Airplay)                    | 36                 |
| Canada (Digital Songs)                         | 4                  |
| Canada (CHR/Top 40)                            | 12                 |
| Canada (Hot AC)                                | 47                 |
| Corée du Sud (Gaon)                            | 151                |
| Danemark (Tracklisten)                         | 7                  |
| Écosse (OCC)                                   | 13                 |
| Espagne (PROMUSICAE)                           | 85                 |
| Estonie (Eesti Ekspress)                       | 4                  |
| États-Unis (Hot 100)                           | 3                  |
| États-Unis (Adult Pop Songs)                   | 30                 |
| États-Unis (Dance/Mix Show Airplay)            | 5                  |
| États-Unis (Digital Songs)                     | 2                  |
| États-Unis (Pop Airplay)                       | 4                  |
| États-Unis (R&B/Hip-Hop Songs)                 | 2                  |
| États-Unis (Radio Songs)                       | 7                  |
| États-Unis (Rap Songs)                         | 2                  |
| États-Unis (Rhythmic Songs)                    | 1                  |
| États-Unis (Rolling Stone charts (en))         | 1                  |
| Europe (Euro Digital Song Sales)               | 9                  |
| Finlande (Suomen virallinen lista)             | 4                  |
| France (SNEP)                                  | 47                 |
| Hongrie (Single Top 40)                        | 5                  |
| Hongrie (Stream Top 40)                        | 3                  |
| Irlande (IRMA)                                 | 4                  |
| Italie (FIMI)                                  | 41                 |
| Lettonie (Latvijas Radio 5 (en))               | 2                  |
| Lituanie (AGATA)                               | 3                  |
| Malaisie (RIA (en))                            | 3                  |
| Mexique (Mexico Airplay (en))                  | 28                 |
| Mexique (Mexico Ingles Airplay (en))           | 6                  |
| Norvège (VG-lista)                             | 6                  |
| Nouvelle-Zélande (RMNZ)                        | 5                  |
| Pays-Bas (Nederlandse Top 40)                  | 16                 |
| Pays-Bas (Single Top 100)                      | 5                  |
| Portugal (AFP)                                 | 4                  |
| Tchéquie (IFPI Rádio)                          | 35                 |
| Tchéquie (IFPI Singles Digitál)                | 6                  |
| Royaume-Uni (UK Singles Chart)                 | 5                  |
| Royaume-Uni (UK R&B Chart)                     | 5                  |
| Singapour (RIAS (en))                          | 4                  |
| Slovaquie (IFPI Rádio)                         | 82                 |
| Slovaquie (Singles Digitál Top 100)            | 2                  |
| Suède (Sverigetopplistan)                      | 4                  |
| Suisse (Schweizer Hitparade)                   | 12                 |

| Classement (2019)                        | Position |
| ---------------------------------------- | -------- |
| Allemagne (Official German Charts)       | 90       |
| Australie (ARIA Charts)                  | 35       |
| Australie (ARIA Urban)                   | 8        |
| Australie (ARIA Streaming Tracks)        | 35       |
| Autriche (Ö3 Austria Top 40)             | 51       |
| Belgique (Flandre Ultratop 50 Singles)   | 95       |
| Belgique (Flandre Ultratop Urban 50)     | 12       |
| Belgique (Wallonie Ultratop Urban 50)    | 49       |
| Canada (Canadian Hot 100)                | 32       |
| Danemark (Hitlisten)                     | 61       |
| États-Unis (Billboard Hot 100)           | 30       |
| États-Unis (Dance/Mix Show Airplay (en)) | 33       |
| États-Unis (Digital Song Sales)          | 44       |
| États-Unis (Hot R&B/Hip-Hop Songs)       | 13       |
| États-Unis (On-Demand Songs (es))        | 23       |
| États-Unis (Pop Songs)                   | 23       |
| États-Unis (Radio Songs)                 | 33       |
| États-Unis (Rhythmic Songs (en))         | 16       |
| États-Unis (Streaming Songs)             | 31       |
| Lettonie (Latvijas Radio 5 (en))         | 40       |
| Nouvelle-Zélande (RMNZ)                  | 42       |
| Pays-Bas (Nederlandse Top 40)            | 63       |
| Pays-Bas (Single Top 100)                | 34       |
| Suisse (Schweizer Hitparade)             | 60       |

| Région | Certification | Ventes/Streams |
| --- | ------------- | -------------- |
| Australie (ARIA) | Platine       | 70 000^        |
| Belgique (BEA) | Or            | 20 000*        |
| Brésil (ABPD) | Diamant       | 160 000*       |
| Canada (Music Canada) | 3 × Platine   | 240 000‡       |
| Danemark (IFPI Danmark) | Or            | 45 000^        |
| France (SNEP) | Or            | 100 000*       |
| Italie (FIMI) | Or            | 25 000‡        |
| Nouvelle-Zélande (RMNZ) | Platine       | 30 000*        |
| Portugal (AFP) | Platine       | 20 000^        |
| Royaume-Uni (BPI) | Or            | 400 000‡       |
| *Ventes selon la certification ^Mise en rayon selon la certification xNon précisé par la certification ‡ventes/streaming selon la certification |               |                |